# Akelsbarg
Akelsbarg ist ein Ortsteil der Gemeinde Großefehn im Landkreis Aurich in Ostfriesland in Niedersachsen.

## Geschichte
Im Jahre 1787 wurden dem Kolonisten Hinrich Hinrichs Jauken aus Felde drei Diemat „Land aus der Wildnis“ an der heutigen Grenze zu Holtrop zur Bewirtschaftung in Erbpacht vergeben.
Um 1870 wurde beim Torfgraben, an der Gemeindegrenze von Felde und Akelsbarg ein Pfahldamm, ein sogenannter Knüppeldamm oder Spetze freigelegt. Der Pfahldamm hat das Auricherland mit dem Friedeburgerland verbunden. Der Weg soll über Tunge am Wiesedermeer vorbei, über Barkebusch nach Wiesede geführt haben.
Zunächst gehörte die Kolonie Akelsbarg politisch zur Gemeinde Felde und zum Kirchspiel Holtrop. Am 1. Juli 1912 wurde die Kolonie Akelsbarg von Felde abgetrennt und als Gemeinde Akelsbarg politisch selbständig.
Im Jahre 1870 erhielt Akelsbarg eine eigene Schule. Mit der Gemeindereform, die am 1. Juli 1972 in Kraft trat, wurde Akelsbarg der Gemeinde Großefehn eingegliedert. Das Schulgebäude dient seit 1978 als Dorfgemeinschaftshaus. Ebenfalls im ehemaligen Schulgebäude (mit angebauter Fahrzeughalle) ist die örtliche Feuerwehr Akelsbarg-Felde-Wrisse der Freiwilligen Feuerwehr Großefehn ansässig. Sie sorgt für den Brandschutz und die allgemeine Hilfe insbesondere auf örtlicher Ebene.

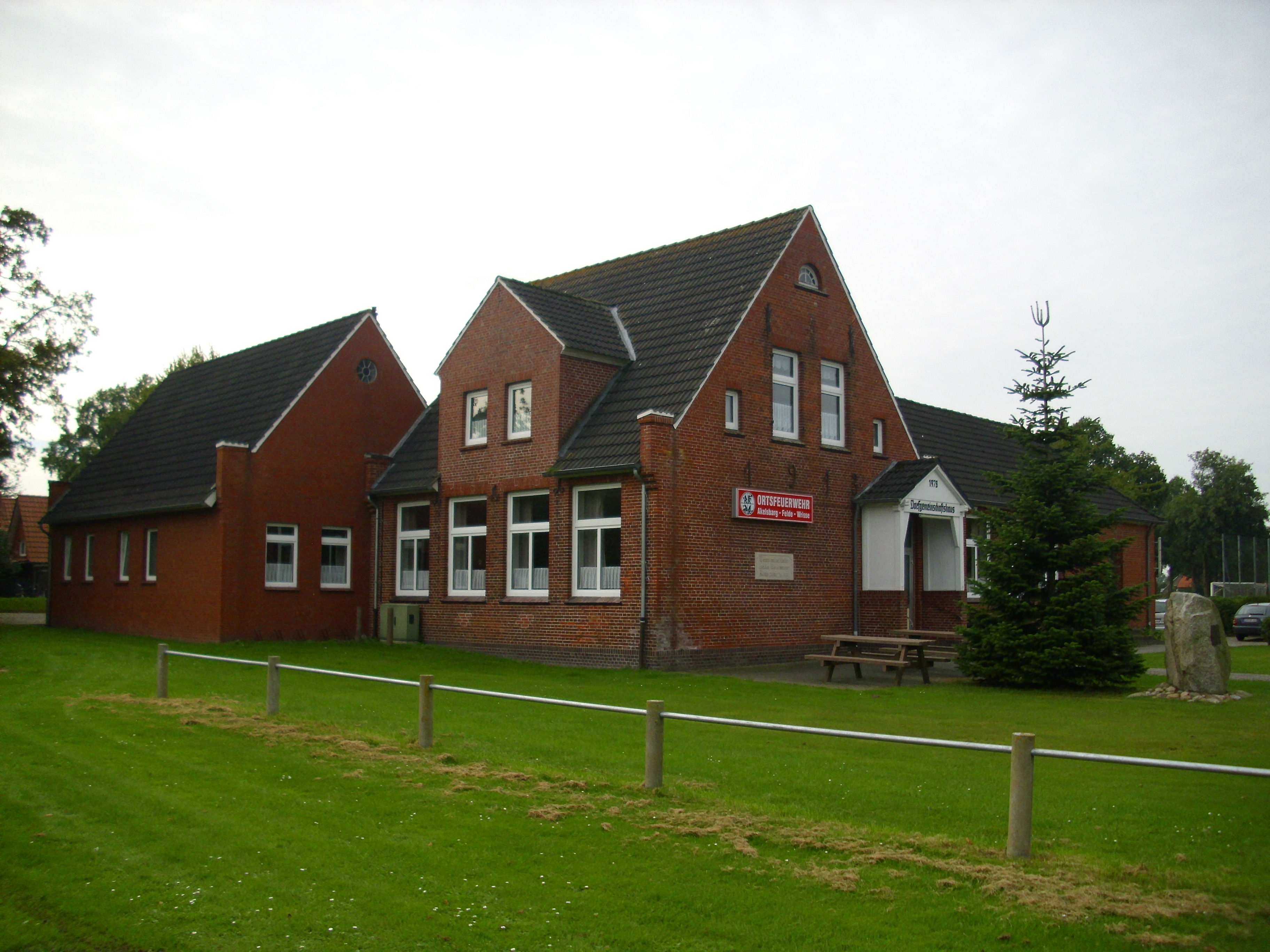
Dorfgemeinschaftshaus (Oktober 2015)
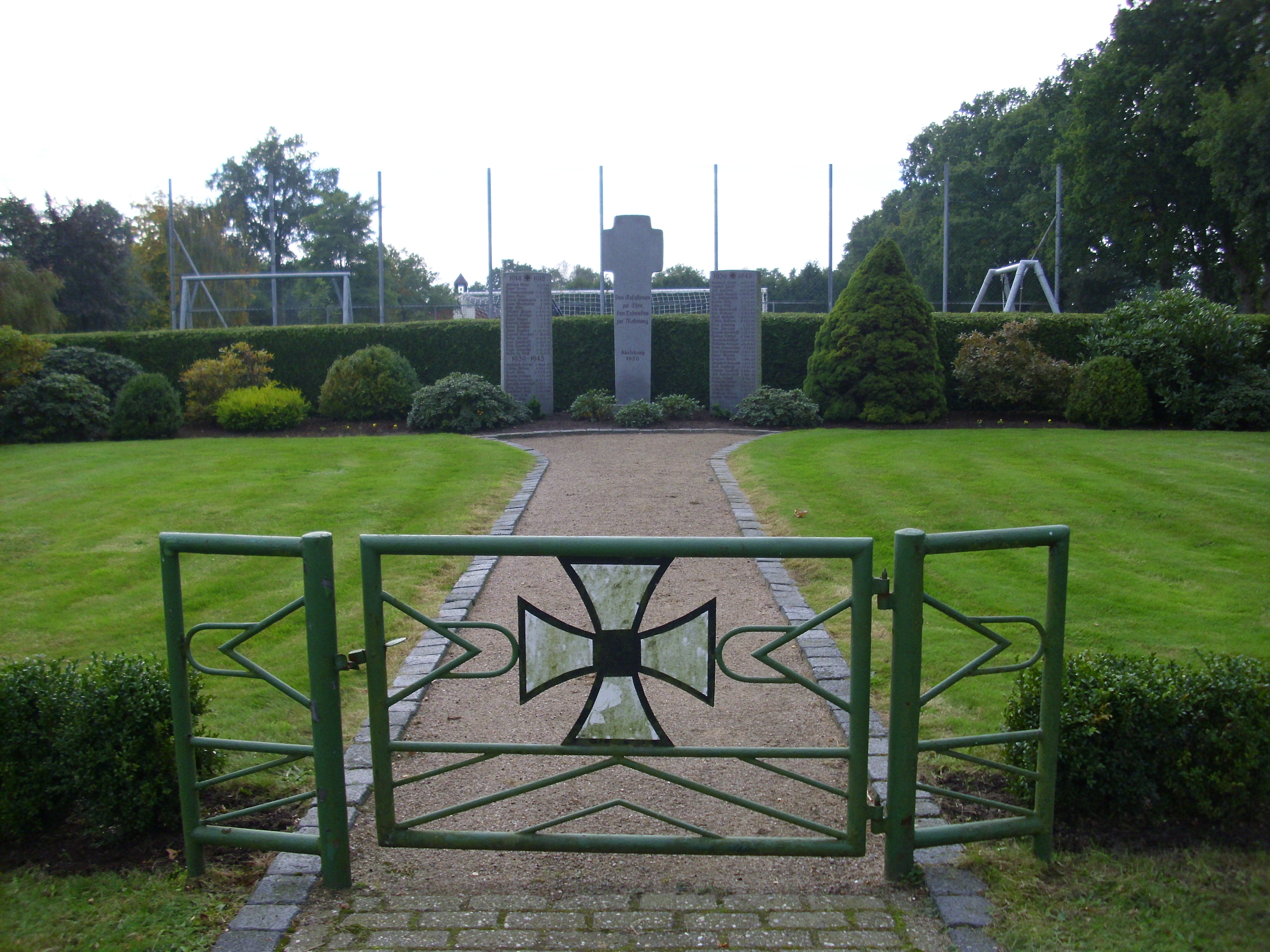
Gefallenendenkmal – Gesamtansicht (Oktober 2015)
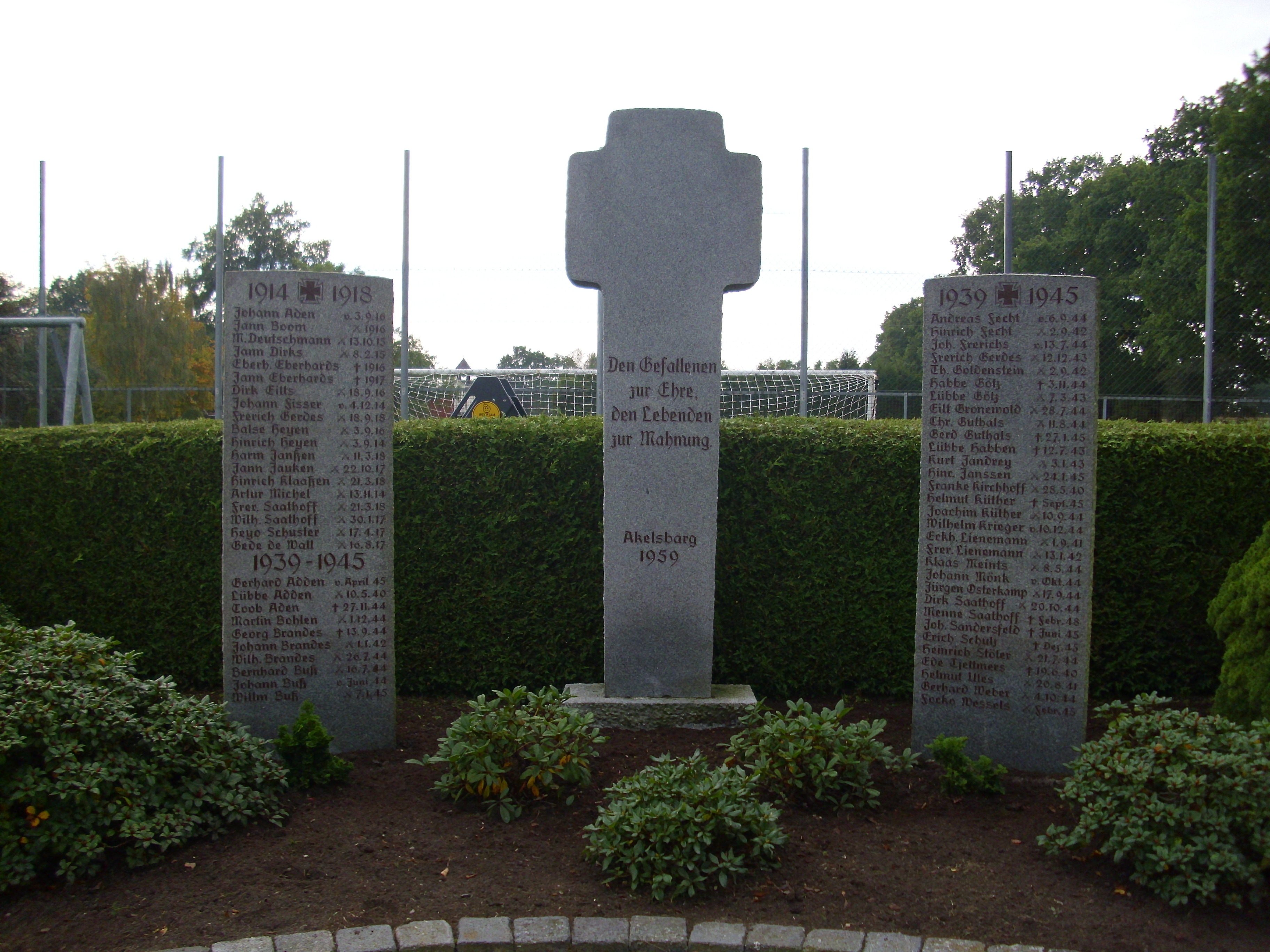
Gefallenendenkmal – Detail (Oktober 2015)

## Politik
Der Ortsrat, der den Ortsteil Akelsbarg vertritt, setzt sich aus fünf Mitgliedern zusammen. Die Ratsmitglieder werden durch eine Kommunalwahl für jeweils fünf Jahre gewählt. Die aktuelle Amtszeit begann am 1. November 2021 und endet am 31. Oktober 2026.
Bei der Kommunalwahl 2021 ergab sich folgende Sitzverteilung:
| Ortsrat 2021Insgesamt 5 Sitze - BL: 4 - CDU: 1 |